# Varina Davis
Varina Banks Howell Davis, född Howell 7 maj 1826 i Natchez, Mississippi, död 16 oktober 1906 i New York var Amerikas konfedererade staters första dam och gift med Jefferson Davis. Hon flyttade till presidentbostaden i Richmond, Virginia 1861 och bodde där till 1865. Efter sin mans död 1889 flyttade hon till New York och skrev sina memoarer.

## Biografi
Varina Howell var dotter till William Howell och barnbarn till Richard Howell, guvernör i New Jersey i Nordstaterna. Hennes mor Margaret Louisa Kempe, från Prince William County i Sydstaterna var dotter till James Kempe hade tjänstgjort både i Amerikanska frihetskriget och 1812 års krig. William Howell var officer i USA:s flotta och hade också deltagit i kriget 1812. Därefter hade han utforskat och Mississippifloden, träffat Margaret Kempe och bosatt sig i Natchez. Varina Howell fick en god grundutbildning i hemmet av en privatlärare från New England. Därefter skickades hon till en internatskola för flickor i Philadelphia och gifte sig med den 18 år äldre Jefferson Davis 1845. Paret flyttade till makens bomullsplantage Brierfield Plantation, cirka 80 kilometer norr om Natchez på andra sidan Mississippifloden.
Demokraten Jefferson Davis valdes in I USA:s representanthus 1846 och blev USA:s krigsminister under president Franklin Pierce. Davis trivdes i Washington och stimulerades av umgänge med intellektuella människor från både Nord och Syd. Hennes man föredrog däremot livet på Brierfield Plantation när han hade möjlighet att lämna huvudstaden.
Davis fick sex barn:
1. Samuel Emory Davis (30 juli 1852 – 13 juni 1854)
2. Margaret Howell Davis (25 februari 1855 – 18 juli 1909)
3. Jefferson Davis Jr. (16 januari 1857 – 16 oktober 1878)
4. Joseph Evan Davis (18 april 1859 – 30 april 1864)
5. William Howell Davis (6 december 1861 – 16 oktober 1872)
6. Varina Anne Davis (27 juni 1864 – 18 september 1898)

### Sydstaternas första dam
I början av 1861 gjorde Sydstaterna uppror mot regeringen i Washington. Till Davis bestörtning valdes Jefferson Davis till provisorisk president för Amerikas konfedererade stater.